# Pattiveeranpatti
Pattiveeranpatti là một thị xã panchayat của quận Dindigul thuộc bang Tamil Nadu, Ấn Độ.

## Nhân khẩu
Theo điều tra dân số năm 2001 của Ấn Độ, Pattiveeranpatti có dân số 7744 người. Phái nam chiếm 51% tổng số dân và phái nữ chiếm 49%. Pattiveeranpatti có tỷ lệ 83% biết đọc biết viết, cao hơn tỷ lệ trung bình toàn quốc là 59,5%: tỷ lệ cho phái nam là 86%, và tỷ lệ cho phái nữ là 79%. Tại Pattiveeranpatti, 8% dân số nhỏ hơn 6 tuổi.